# Pilar Palomero
Pilar Palomero (Saragossa, 1980) és una cineasta i escriptora espanyola, reconeguda amb premis com la Bisnaga d'Or per la seva pel·lícula Les nenes.

## Trajectòria
Pilar Palomero va néixer a Saragossa, ciutat que segueix la seva base vital i des de la que es trasllada per a realitzar els seus projectes cinematogràfics. Va estudiar a la Universitat de Saragossa i a l’ Escola de Cinematografia i de l'Audiovisual de la Comunitat de Madrid, ECAM, on es va graduar en 2006 com a directora de fotografia. Va treballar com a escriptora i guionista de cinema i audiovisuals. A més va ser professora en aquestes mateixes especialitats, escriptura i direcció de guions i audiovisuals, En 2013 es va traslladar a Bòsnia i Hercegovina i va estudiar un Màster en Direcció de Cinema a la Film Factory en 2013, dirigit pel cineasta hongarès Béla Tarr a la ciutat de Sarajevo. Va començar a realitzar curts, documentals, assajos, al costat de directores com Carla Simón en Generation Kplus .
Els curtmetratges de Palomero exploren la vida amb realisme, valorant l'educació i el diàleg com a eines per a avançar en la convivència. L'amistat entre les persones, les relacions humanes i els valors aportats per la comunicació són els temes que Palomero aborda en l'escriptura dels seus guions. Així conta com a partir d'una relectura del quadern d'anotacions de Religió de 1992, quan va estudiar sisè d'EGB, va embastar el guió per a la pel·lícula Les nenes. Rescata frases textuals com "la sexualitat està al servei de l'amor" que utilitza en escriure la pel·lícula. El contrast entre els esdeveniments internacionals d'aquest any, l'Exposició Universal de Sevilla o els Jocs Olímpics de Barcelona amb el missatge que ella i les seves companyes de col·legi van rebre, la situa en la realitat de l'educació rebuda. El desig de transmetre emocions, el salt de la infantesa a la maduresa, és el que impulsa a Palomero a fer el salt del documental a la ficció.
Palomero ha desenvolupat el seu treball com a directora i escriptora, va realitzar nombrosos curtmetratges que han estat exhibits en diversos festivals internacionals de Cinema a Varsòvia, Lisboa, Sant Lluís o el Festival de Cinema de Sarajevo, Festival Internacional de Cinema d'Osca, o el Festival de Màlaga. En 2016 va participar al Sarajevo Talents i en 2017 a la Berlinale Talents. Entre els treballs fílmics destacar Niño balcón realitzada el 2009, Chan Chan de 2012, Noé de 2015, l’any següent La noche de todas las cosas, de 2017 Zimsko Sunce i Horta, i Agenda 1958 de 2019.
En 2020 va estrenar el seu primer llargmetratge, Les nenes, com a directora i escriptora. Una pel·lícula exhibida i seleccionada al Festival Internacional de Cinema de Berlín, al Xangai International Film Festival, entre d'altres. Aquesta pel·lícula ha rebut el premi a la millor pel·lícula en espanyol en el Festival de Màlaga, premi a la fotografia i Premi Feroz.
Palomero forma part del col·lectiu Bistrik7.

## Premis i reconeixements
El llargmetratge Les nenes de 2020 ha tingut nombrosos reconeixements com la Biznaga d'Or al Festival de Màlaga Cinema en Espanyol amb el premi a la millor pel·lícula espanyola, i ha estat exhibida en múltiples Festivals internacionals com el de Xangai, Sarajevo o Berlín,
La pel·lícula Les nenes ha rebut el premi a la millor pel·lícula en castellà al Festival de Màlaga.
En els Premis Forqué lliurats el gener de 2021 va rebre el guardó al millor llargmetratge de ficció.
El premi a la fotografia i Premi Feroz.
En 2021 la seva obra Les nenes va ser seleccionada per als XXXV Premis Goya amb nou nominacions, entre ells el de millor pel·lícula.
Premis Gaudí
| Any  | Categoria                                | Pel·lícula    | Resultat   |
| ---- | ---------------------------------------- | ------------- | ---------- |
| 2021 | Millor pel·lícula en llengua no catalana | Les nenes     | Guanyadora |
| 2021 | Millor guió                              | Les nenes     | Nominat    |
| 2021 | Millor direcció                          | Les nenes     | Guanyadora |
| 2023 | Millor guió original                     | La maternal   | Nominat    |
| 2023 | Millor direcció                          | La maternal   | Nominat    |
| 2023 | Millor pel·lícula en llengua no catalana | La maternal   | Nominat    |
| 2025 | Millor pel·lícula en llengua no catalana | Los destellos | Pendent    |
| 2025 | Millor guió adaptat                      | Los destellos | Pendent    |

## Obra seleccionada
Palomero ha realitzat documentals, participant en el muntatge, direcció o com a guionista. Destacar el llargmetratge Les nenes i curtmetratges en els quals va realitzar tant la direcció com els guions.

### Niño balcón
Un enregistrament realitzat i estrenat en 2009. Conta la història del Niño balcón amb un relat de fantasia que transita pel surrealisme. Amb un gènere que integra el còmic amb el drama familiar, es conta la història d'aquest nen que per tenir les orelles grans sent rebutjos que el fan sentir culpable. Els sentiments de culpa comporten que el nen vagi adquirint mals hàbits com posar el cap en llocs poc apropiats.

### Chan Chan
Aquesta obra estrenada en 2012 s'organitza entorn d'un ball i un comiat. És un curtmetratge de 10 minuts rodat en color en el qual es narra la història d'una parella d'ancians, tot gira entorn de l'últim ball d'aquesta parella, interpretades pels actors Txema Blasco i Maite Sequeira.

### La noche de todas las cosas
Aquesta història estrenada en 2017 es desenvolupa entorn d'una nit especial, una nit en la qual totes les experiències viscudes s'emmagatzemen en la memòria com a records existencials. És un curtmetratge de 19 minuts rodat en color sobre l'existència i les emocions que es graven com a records. Es va gravar en castellà i en català.

### Horta
Horta és un curtmetratge de 15 minuts estrenat en el Doclisboa International Film Festival de 2017. La història explora el sentiment de la pèrdua, l'experimentació del pas del temps en un mateix. Palomero narra una història entorn de les emocions humanes, explora l'expressió de la pèrdua dels vincles afectius en la família.

### Les nenes
Llargmetratge estrenat en 2020 i rodat a la ciutat natal de Palomero, Saragossa. La història apel·la a les emocions per a resoldre els problemes de censura social que es viuen en 1992, un any en què es van celebrar els Jocs Olímpics de Barcelona 1992 i la Exposició Universal de Sevilla de 1992 a Espanya. El contrast entre aquests esdeveniments i l'educació que reben les nenes en el col·legi religiós saragossà reflecteix una realitat que Palomero recupera de les seves vivències. La censura social sobre una dona soltera es descriu amb la visió de la filla, Celia. Les nenes, Celia i les seves amigues resolen amb diàleg els problemes. Les emocions amagades i censurades flueixen amb el ritme de la calidesa fotogràfica i les expressions de Celia.